# NGC 4449
NGC 4449 sau Caldwell 21 este o galaxie neregulată din constelația Câinii de Vânătoare și se află la o distanță de aproximativ 12 milioane de ani-lumină de Pământ. 